# شبگردهای غاردهان
شبگردهای غاردهان‌ (نام علمی: Antrostomus) سرده‌ای از شبگردها است که در گذشته در سرده شبگردهای نمادین (Caprimulgus) قرار می‌گرفت. آنها پرندگان شبگردی با جثه متوسط با بال‌های نوک‌تیز بلند، پاهای کوتاه و منقارهای کوتاه هستند. در نام سرده، واژهٔ لاتین Antron به معنی غار بزرگ و stomus به معنی دهان است.

## گونه‌ها
این سرده دارای ۱۲ گونه است.
- شبگرد چاکویل Antrostomus carolinensis
- شبگرد حنایی، Antrostomus rufus
- شبگرد کوبایی، Antrostomus cubanensis
- شبگرد اسپانیولی، Antrostomus ekmani
- شبگرد طوق‌گندمی، Antrostomus salvini
- شبگرد یوکاتان، Antrostomus badius
- شبگرد طوق‌نخودی، Antrostomus ridgwayi
- شبگرد شرقی، Antrostomus vociferus
- شبگرد مکزیکی، Antrostomus arizonae
- شبگرد تیره، Antrostomus saturatus
- شبگرد پورتوریکویی، Antrostomus noctitherus
- شبگرد دم‌ابریشمی، Antrostomus sericocaudatus